# Oberonia laeta
Oberonia laeta är en orkideart som beskrevs av Johannes Jacobus Smith. Oberonia laeta ingår i släktet Oberonia och familjen orkidéer. Inga underarter finns listade i Catalogue of Life.